# 洽舍乡
洽舍乡，是中华人民共和国安徽省黄山市徽州区下辖的一个乡镇级行政单位。

## 行政区划
洽舍乡下辖以下地区：
洽舍村、张村村和长潭村。